# Angelica biserrata
Angelica biserrata là một loài thực vật có hoa trong họ Hoa tán. Loài này được (R.H.Shan & C.Q.Yuan) C.Q.Yuan & R.H.Shan mô tả khoa học đầu tiên năm 1985.